# El show de Tom y Jerry (serie de televisión de 2014)
El show de Tom y Jerry (en inglés: The Tom and Jerry Show) es una serie de televisión estadounidense de animación de 2014, producida por Warner Bros. Animation y Renegade Animation, basada en los personajes de Tom y Jerry creados por William Hanna y Joseph Barbera en 1940. La serie sigue las aventuras de un gato llamado Tom en su búsqueda de atrapar a un ratón llamado Jerry. Los capítulos se basan en la serie original pero diferentes, distintos y emitidos en formato HD.
Los efectos de sonido utilizados para Tom y Jerry son de las grabaciones originales que William Hanna hizo para los personajes entre los años de 1940 y 1950.
Tuvo su estreno mundial en el canal canadiense Teletoon el 1 de marzo de 2014, se estrenó en Cartoon Network en los Estados Unidos el 9 de abril de 2014 y en América Latina se estrenó el 14 de abril de 2014 (Actualmente la serie se mudó a Boomerang años después de su estreno en Cartoon Network). El show fue renovado para una segunda temporada que se estrenó en 2016. Y más tarde, entre 2019 y 2020, se lanzó la tercera y cuarta temporada.

## Trama
La serie sigue normalmente las travesuras de un gato llamado Tom en su búsqueda de atrapar a un ratón llamado Jerry. Sin embargo los episodios pueden seguir algunos distintos temas:
1. Las travesuras de Tom y Jerry en una casa con dos dueños y Spike (Incluyendo a Tyke, Butch y otros personajes en algunos episodios).
2. Tom y Jerry siendo mascotas de dos brujas (descontinuado después de la segunda temporada).
3. Tom y Jerry operan una agencia de detectives llamada "Los Detectives el Gato y el Ratón", con un narrador.
4. Jerry y Napoleón viven en un laboratorio, y Tom es un gato callejero (usado solo en la primera temporada).
5. Tom trabajando como mayordomo en una propiedad de Downton Abbey (presentado en la tercera temporada).
6. Tom y Jerry viven en un ambiente aterrador de Transilvania en una parodia de Van Helsing (presentado en la tercera temporada).

## Personajes

### Principales
- Tom: el  gato azul que siempre está persiguiendo al ratón Jerry (Aunque a veces son amigos en algunos episodios). Algunas veces toma el papel de antagonista. También es el rival de Butch, ya que suelen pelearse y entrar en competencia por ganarse el corazón de Toodles o por atrapar a Jerry.
- Jerry: el  ratón marrón que siempre está huyendo del gato Tom (Aunque en otros episodios, suelen llevarse bien). Y raras veces toma el papel de antagonista por algunos episodios.
- Spike: el perro bulldog que castiga a Tom con golpes y palizas cada vez que cause lío o cuando intenta perseguir a Jerry, pero a veces forma alianza con Tom cada vez que Jerry toma el papel de antagonista en otros episodios. Rara vez, él actúa como guardaespaldas para Jerry.
- Tyke: un pequeño perro que es el hijo de Spike.
- Rick: el propietario de la casa de Tom, Jerry y Spike, es el esposo de Ginger.
- Ginger: la propietaria de la casa de Tom, Jerry y Spike, es la esposa de Rick.
- Patito Quacker: un pato amarillo que es el mejor amigo de Jerry.
- Tuffy: un ratón gris que es sobrino de Jerry.

### Recurrentes
- Hildie y Beatie: dos brujas que viven con Tom y Jerry en una casa embrujada.
- Newt: un naranja Triton que utiliza un parche en el ojo. También vive en la casa de las brujas.
- Napoleón: un ratón gris amigo de Jerry, que vive en el laboratorio científico del Dr. Bigby.
- Hamster: un hámster inteligente que también vive en el laboratorio del Dr. Bigby.
- Dr. Bigby: un científico que trabaja en un laboratorio científico. Es el dueño de Jerry y Napoleón.
- Narrador: un altavoz que narra todas las historias de detectives de Tom y Jerry.
- Toodles: una gata de color luz muy suave con un lazo azul en su cabeza.

### Secundarios
- Polly: una charco de color rosa adulta vista en el episodio "One of a Kind".
- Octava Vida de Tom: una de las vidas de Tom que es también un gato con el mismo aspecto de Tom, solo que puede hablar. Él aparece en el episodio "Ghost of a Chance".
- Ronnie, el conejo: un conejo de magia blanca que aparece en el episodio "Poof".
- Percy: una paloma de la mitad sin habla vista en el episodio "Poof".
- Bunny: una coneja de trabajo como uno de los animales en el acto de magia. Fue vista en el episodio "Poof".
- Madame Beta: una pescada de color púrpura. Ella fue vista en el episodio "Detective vs Detective".
- Madre de brujas: una bruja que es la madre de Hildie y Beatie, vista en el episodio "Mamita Querida" (Mummy Dearest).
- Dutch: un perro rojo tratando de proteger a un rubí que previene la mala suerte, que fue robado después por la perra Roxy, y que se convirtió más tarde como el novio de Roxy. Fue visto en el episodio "La maldición del Rubí" (Curse Case Scenario).
- Roxy: una perrita color beige con cuello de color púrpura que quería robar un rubí antes de que su enemigo, y ahora novio, Dutch, no tenga mala suerte. Ella fue vista en el episodio "La maldición del Rubí" (Curse Case Scenario).
- Misty: una gata blanca muy bonita y linda con una gran cinta roja alrededor de su cuello que está enamorada de Tom. Ella fue vista en el episodio "Gato Secuestrado" (Cat Napped).
- Scarf: un perro marrón que era una vez el novio de la gata Misty. Fue visto en el episodio "Gato Secuestrado" (Cat Napped).
- Magic Mirror: el espejo mágico de las brujas que predice el futuro. Fue visto en el episodio "Magic Mirror" (Espejo mágico).
- Mimi: una pequeña ratona hermosa y linda con una cinta azul en el cuello que es la novia de Jerry. Ella fue vista en el episodio "La cena está servida" (The Dinner is Swerved), donde participa en una cena con Jerry y gana rivalidad con la gata Toots, pero entonces las dos se reconcilian cuando Tom y Jerry preparan una cena de espagueti especialmente para ellas. Mimi también demuestra ser una pequeña ratona muy inteligente.
- Toots: una gata que es novia de Tom y posee gran rivalidad con Mimi. Ella aparece en "La cena está servida" (The Dinner is Swerved).
- Gigi: otra ratón hembra vista en "Molecular Breakup", que es también novia de Jerry. Ella lleva un vestido blanco con rayas negras, incluida una falda negra y habla con un acento francés.
- Cozette: una gata blanca francesa que se enamora de Tom en "Molecular Breakup".
- Botón: una gatita naranja super linda y pequeña con un lazo amarillo en la cabeza. Es muy cariñosa mostrando ser muy aficionada a Tom, Jerry y Spike. Aunque Tom no le gustaba de ella al principio y trataba de alejarse de ella todo el tiempo para jugar malas pasadas a Jerry y Spike. Y  después le gusta ser la mejor amiga de los tres. Aparece en el episodio de la segunda temporada "Smitten with the Kitten".
- Madre pájaro: una ave de color azul que ama furtivamente meditar con Jerry y Spike. Pero antes, ella notó que sus bebés desaparecieron y tuvo que pedir ayuda a Jerry para rescatar a sus crías de las garras de Tom. Ahora la madre pájaro se convirtió en la nueva mejor amiga de Jerry. Aparece en el segundo episodio de la temporada llamado "To Kill a Mockingbird".
- Tío Harry: un ratón marrón que es el tío de Jerry y Tuffy. Aparece en el segundo episodio de la temporada "La visita del tío" (Say Uncle).

### Antagonistas
- Gloria: una gatita blanca malvada que lleva un moño púrpura y un collar tratando de reemplazar a Tom después de que Rick piensa que Spike es alérgico a Tom. Ella se ve solamente en "La razón eres tú" (Here's Looking A-Choo Kid).
- El Perro del Juicio Final: un perro siniestro que intenta destruir a Tom y Spike. Él solamente aparece en "On the Road".
- Wilson: un antiguo gato del Dr. Bigby que se convierte en un gatito naranja de nuevo después que el Dr. Bigby lo colocara en la máquina de la juventud que creó para rejuvenecer a Wilson, anteriormente en un gato viejo grisáceo. Pero para luego ser dejado en el laboratorio después de que el Dr. Bigby confunda a Tom como su gato, Wilson persigue a Jerry y Napoleón en toda la sala. Cuando regresa, el Dr. Bigby encuentra el verdadero Wilson, dando la oportunidad para que Tom se escape. Pero cuando el Dr. Bigby abraza al verdadero Wilson, lo ataca con arañazos en los brazos y provoca que el Dr. Bigby lo lleve de nuevo a la máquina y hacer que vuelva a la normalidad. Apareció solamente en el episodio "Gato Franken" (Franken Kitty).
- Barkley, el perro: un perro que es un ladrón de collares. Aparece en el episodio "One of a Kind".
- Butch: un gato callejero de color negro. Usualmente es el rival de Tom, ya que ambos pelean por ganarse el corazón de Toodles o por atrapar a Jerry.
- La niñera: una mujer humana que echa al patio a Tom y a Spike y no los alimenta. Tom y Jerry hacen un plan para echarla de la casa. Solamente aparece en el episodio "Bringing Down the House" de la segunda temporada.

## Temporadas
| Temp. | Temp. | Episodios | Canadá             | Canadá | Estados Unidos       | Estados Unidos      | Latinoamérica           | Latinoamérica           |
| Temp. | Temp. | Episodios | Comienzo           | Final  | Comienzo             | Final               | Comienzo                | Final                   |
| ----- | ----- | --------- | ------------------ | ------ | -------------------- | ------------------- | ----------------------- | ----------------------- |
|       | 1     | 26        | 1 de marzo de 2014 | TBA    | 9 de abril de 2014   | 4 de agosto de 2014 | 14 de abril de 2014     | 28 de diciembre de 2015 |
|       | 2     | 15        | 6 de mayo de 2016  | TBA    | 6 de febrero de 2016 | TBA                 | 2 de septiembre de 2016 | TBA                     |

## Elenco

### Elenco original (versión en inglés)
- William Hanna -  Tom, Jerry (archivo de audio; sin acreditar)
- Jason Alexander - Rick
- Grey DeLisle-Griffin - Ginger
- Kath Soucie - Tuffy
- Rick Zieff - Spike, Barkley el Perro, Skid, Dutch
- Rene Mujica - Newt, Oso, 7.ª vida de Tom
- Cree Summer - Beatie
- Rachael MacFarlane - Hildie, Mummy
- Joey D'Auria - Butch, Meathelda
- Gary Cole - "Los Detectives Gato y Ratón" Narrador
- Chris Parnell - "Al Aire Libre" Narrador
- Tom Kenny - Detective, Dr. Bigby, Hámster, Wilfred, 1.ª vida de Tom, 4.ª vida de Tom, 5.ª vida de Tom, 8.ª vida de Tom, Ronnie el Conejo, Percy
- Simon Helberg - Napoleón
- Nika Futterman - Polly
- Charlie Adler - Madre de Polly
- Alicyn Packard - Toodles, Madame Beta, Dove
- Catherine Cavadini - La mamá de Toodles
- Trevor Devall - El papá de Toodles
- Sam Kwasman - Quacker
- Kari Wahlgren - Toots
- Dave B. Mitchell - 2.ª vida de Tom, 3.ª vida de Tom, 6.ª vida de Tom, Petey, Libro de Hechizos de la Momia, Rata
- Eric Bauza - Zorrillo
- Phil Lollar - Mono
- Julie Wittner - Bunny, Roxie, Misty
- Robin Atkin Downes - Marvin
- Charlie Schlatter - Grayson

## Reparto
| Personaje              | Actor de voz original (Estados Unidos)                | Actor de doblaje (Latinoamérica) | Temporada              |
| Personajes principales | Personajes principales                                | Personajes principales           | Personajes principales |
| ---------------------- | ----------------------------------------------------- | -------------------------------- | ---------------------- |
| Spike el Bulldog       | Rick Zieff                                            | Octavio Rojas                    | 1ª (eps. 1-9)          |
| Spike el Bulldog       | Rick Zieff                                            | Gerardo Reyero                   | 1ª (ep. 10-¿?)         |
| Rick                   | Jason Alexander                                       | Benjamín Rivera                  | 1ª                     |
| Rick                   | Jason Alexander                                       | Igor Cruz                        | 1ª (ep. 12)            |
| Ginger                 | Grey DeLisle-Griffin                                  | Gaby Willer                      | 1ª                     |
| Ginger                 | Grey DeLisle-Griffin                                  | Diana Pérez                      | 2ª-5                   |
| Tuffy                  | Kath Soucie                                           | Laura Torres                     | 1ª                     |
| Tuffy                  | Kath Soucie                                           | Alica Barragán                   | 2ª-5                   |
| Butch                  | Joey D'Auria                                          | Jorge Palafox                    | 1ª                     |
| Napoleón               | Simon Helberg                                         | Manuel Campuzano                 | 1ª                     |
| Napoleón               | Simon Helberg                                         | Enzo Fortuny                     | 1ª (ep. 12)            |
| Dr. Bigby              | Tom Kenny                                             | Kaihiamal Martínez               | 1ª                     |
| Dr. Bigby              | Tom Kenny                                             | Manuel Campuzano                 | 1ª (ep. 12)            |
| Beatie                 | Cree Summer                                           | Magda Giner                      | 1ª                     |
| Hildie                 | Rachael MacFarlane                                    | Sylvia Garcel                    | 1ª                     |
| Hildie                 | Rachael MacFarlane                                    | Ángela Villanueva                | 2ª-3                   |
| Narrador e Insertos    | Gary Cole Chris Parnell (Los Detectives Gato y Ratón) | Pedro D'Aguillón Jr.             | 1ª-5                   |